# Подмаренник цепкий
Подмаре́нник це́пкий, или Подмаренник льно́вый (лат. Gálium aparíne) — однолетнее травянистое растение, вид рода Подмаренник семейства Мареновые.
Народные названия: липучник, геморройная трава (Курская область), царапница (Воронежская, Тамбовская области), цеплянка, липчица (Украина).

## Ботаническое описание

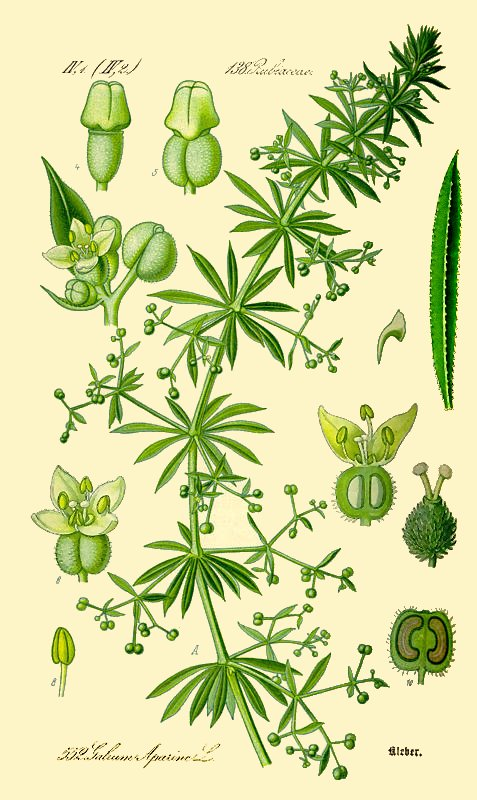
Подмаренник цепкий.

Стебли цепкие, лежачие приподнимающиеся.
Листья узколанцетные, заострённые, цепкие, расположенные по 6—8 в мутовках, к основанию суженные и усаженные мелкими крючковатыми шипиками.
Цветки, мелкие, белые, собраны в пазушные полузонтики. Венчик четырёхраздельный.

## Распространение и экология
Сорное растение, засоряющее посевы льна. Распространился по пустырям, на свалках, полях, вдоль дорог, на сырых лугах, каменистых склонах, среди кустарников и по берегам рек.
Распространён в европейской Арктике, европейской части России, Западной и Восточной Сибири, на Сахалине, на Украине, в Беларуси, Молдове, на Кавказе, в Средней Азии.

## Химический состав
Корни содержат иридоиды, сапонины, антрахиноны, пурпурин-3-карбоновую кислоту, витамины С и К. В траве также обнаружены иридоиды, флавоноиды и витамины.
В траве подмаренника выявлены гликозид, асперулозид, лимонная кислота, салициловая кислота, фенольные вещества (кумарины, фенолкарбоновые кислоты). Определены также гидроксифенил этанон, ванильная, дигидроксибензойная, гидроксициннамическая, гальская, гидрокситруксилиновая кислоты.

## Хозяйственное значение и использование

### В медицине
В официальной медицине подмаренник цепкий не используется. Экспериментальными клиническими исследованиями установлено, что его препараты проявляют противоопухолевую активность.
В Древней Греции и Древнем Риме подмаренник цепкий употреблялся при укусах змей.
В Древней Руси сок применяли при болезнях печени, желёз, зобе, водянке, от скорбута и рака.
В Великобритании настойка травы применяется при лепре, псориазе, экземе, волчанке и угрях. В викторианскую эпоху применялся в составе препаратов от кашля, в качестве иммуностимулирующего и отхаркивающего средства.
В Индии применяется как слабительное.
В немецкой народной медицине отвар травы принимают при катаре мочевого пузыря, задержке мочи и образовании почечных камней и песка, при различных кожных сыпях, лишаях и других кожных заболеваниях.
В Коми-Пермяцком автономном округе в сборах с другими травами применяется при гастралгии, язве, новообразованиях желудка и матки.
В народной медицине чернозёмной полосы, в Западной Сибири и на Алтае считается, что препараты и отвары из подмаренника цепкого обладают противолихорадочным, мочегонным, гипотензивное, кровоостанавливающим, желчегонным, кровоочистительным, обезболивающим свойствами и способностью размягчать инфильтраты. Свежий сок принимают при водянке, зобе, эпилепсии, цинге, ожирении, гонорее и издавна используется для лечения ран языка. Сок, настой и порошок применяют при болезнях печени, желтухе, мочекаменной болезни, цистите, анурии, асците, скарлатине, раке молочной железы, при кишечных коликах, при болезнях почек и ревматизме.

## Классификация

### Таксономия
- Galium aparine L., 1753, Sp. Pl. : 108

Вид Подмаренник цепкий включается в род Подмаренник (Galium) семейства Мареновые (Rubiaceae) порядка Горечавкоцветные (Gentianales), последовательно входящего в более крупные клады Ламииды → Астериды → Суперастериды → Эвдикоты → Цветковые растения. Таксономическая схема в соответствии с Системой APG IV по состоянию на июнь 2024 года:
|  |                          |  |                                   |                                   |                     |  | еще 4 семейства | еще 4 семейства |                        |  |  |  | еще 671 подтвержденный вид и 66 видов, ожидающих подтверждения |
|  |                          |  |                                   |                                   |                     |  | еще 4 семейства | еще 4 семейства |                        |  |  |  | еще 671 подтвержденный вид и 66 видов, ожидающих подтверждения |
|  |                          |  |                                   | порядок Горечавкоцветные          |                     |  |                 |                 | род Подмаренник        |  |  |  |                                                                |
|  |                          |  |                                   | порядок Горечавкоцветные          |                     |  |                 |                 | род Подмаренник        |  |  |  |                                                                |
|  | клада Цветковые растения |  |                                   |                                   | семейство Мареновые |  |                 |                 | вид Подмаренник цепкий |  |  |  |                                                                |
|  | клада Цветковые растения |  |                                   |                                   | семейство Мареновые |  |                 |                 |                        |  |  |  |                                                                |
|  |                          |  | ещё 63 порядка цветковых растений | ещё 63 порядка цветковых растений |                     |  |                 | еще 611 родов   | еще 611 родов          |  |  |  |                                                                |
|  |                          |  |                                   | ещё 63 порядка цветковых растений |                     |  |                 |                 | еще 611 родов          |  |  |  |                                                                |

### Синонимы
- Aparine hispida Moench
- Aparine vulgaris Hill
- Asperula aparine (L.) Besser
- Asperula aparine var. aparine (L.) Nyman
- Asterophyllum aparine (L.) K.F.Schimp. & Spenn.
- Crucianella purpurea Wulff ex Steud.
- Galion aparinum (L.) St.-Lag.
- Galium aculeatissimum Kit. ex Kanitz
- Galium adhaerens Gilib.
- Galium aparine f. angustifolium Cout.
- Galium aparine f. intermedium (Mérat) R.J.Moore
- Galium aparine f. latifolium Cout.
- Galium aparine subsp. agreste P.D.Sell
- Galium aparine var. agreste P.D.Sell
- Galium aparine var. aparine
- Galium aparine var. fructibushispidis Franch.
- Galium aparine var. hirsutum Mert. & W.D.J.Koch
- Galium aparine var. intermedium (Mérat) Bonnet
- Galium aparine var. marinum Fr.
- Galium aparine var. microphyllum Clos
- Galium aparine var. minor Hook.
- Galium aparine var. pseudoaparine (Griseb.) Speg.
- Galium aparine var. subglabrum Peterm.
- Galium aparine var. thalassicum Beurl.
- Galium aparine var. verum Wimm. & Grab.
- Galium asperum Honck.
- Galium australe Reiche
- Galium borbonicum var. makianum Cordem.
- Galium charoides Rusby
- Galium chilense Hook.f.
- Galium chonosense Clos
- Galium hispidum Willd.
- Galium horridum Eckl. & Zeyh.
- Galium intermedium Mérat
- Galium lappaceum Salisb.
- Galium larecajense Wernham
- Galium parviflorum Maxim.
- Galium pseudoaparine Griseb.
- Galium segetum K.Koch
- Galium tenerrimum Schur
- Galium uliginosum Thunb.
- Galium uncinatum Gray
- Rubia aparine (L.) Baill.